# Orlando Cruz
Orlando Cruz (Yabucoa, 1º luglio 1981) è un pugile portoricano, soprannominato El Fenómeno.

## Biografia
Come dilettante, ha rappresentato il suo paese ai Giochi della XXVII Olimpiade in Australia. 
Ha fatto il suo debutto nel professionismo il 15 dicembre 2000 contro Alfredo Valdéz a Porto Rico. È rimasto imbattuto fino al 2009, quando è stato sconfitto da Cornelius Lock per knockout.

### Vita privata
Il 4 ottobre 2012 Cruz ha fatto coming out, diventando il primo pugile professionista, ancora in attività, a dichiarare pubblicamente la propria omosessualità.